# Gamla rådhuset, Jönköping
Gamla rådhuset är en byggnad vid Hovrättstorget, före detta Stora Torget, i Jönköping. Byggnaden är stadens tidigare rådhus.
Efter det att Jönköping genom stadsbranden 1691 hade förlorat sitt stadshus, lät Erik Dahlbergh rita ett nytt rådhus. En barockbyggnad i sten med två flyglar och ett torn på taket. Rådhuset var färdigt 1699 men redan 1716 brann det nya rådhuset. Trots stora skador beslutade man att återuppföra rådhuset efter de gamla ritningarna, och 1726 kunde rådhuset invigas på nytt.
Rådhuset förstördes på nytt i stadsbranden 1785. Denna gång återuppfördes inte flyglarna och inte heller tornet, utan rådhuset fick ett enklare utförande. År 1794 fick rådhuset sin nuvarande takkonstruktion. Åren 1856-1882 låg stadens telegrafstation i byggnaden.
Efter det att Jönköpings nya rådhus hade invigts 1914 blev byggnaden museum. Åren 1976-1977 genomgick den en omfattande renovering och användes därefter en tid av Radio Jönköping och senare av Jönköpings läns museum som tillfällig utställningslokal. År 2023 öppnades en restaurang i huset.

## Bildgalleri

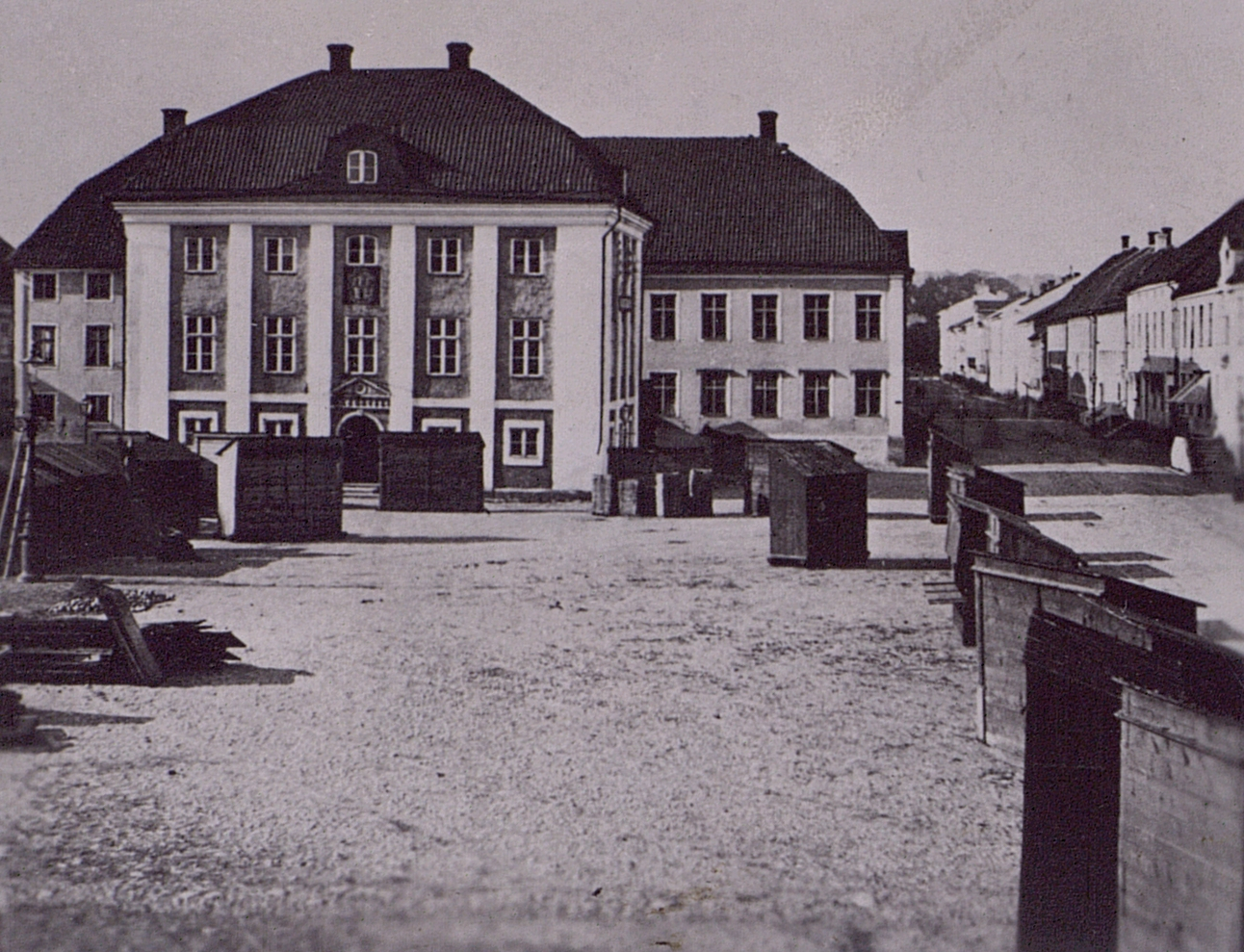
Gamla rådhuset med marknadsbodar på Stora Torget, troligen sent 1800-tal
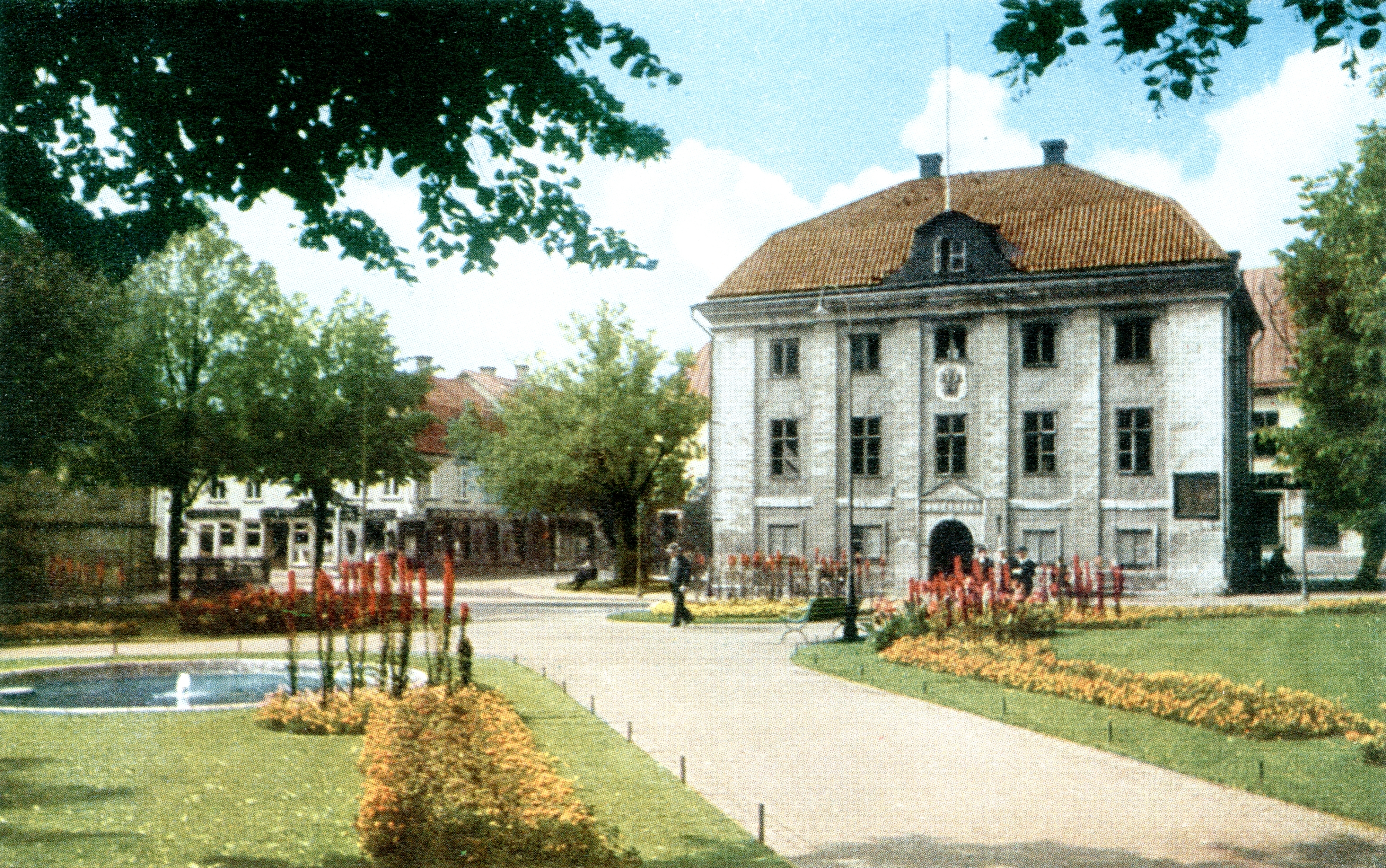
Hovrättstorget som park, första hälften av 1900-talet
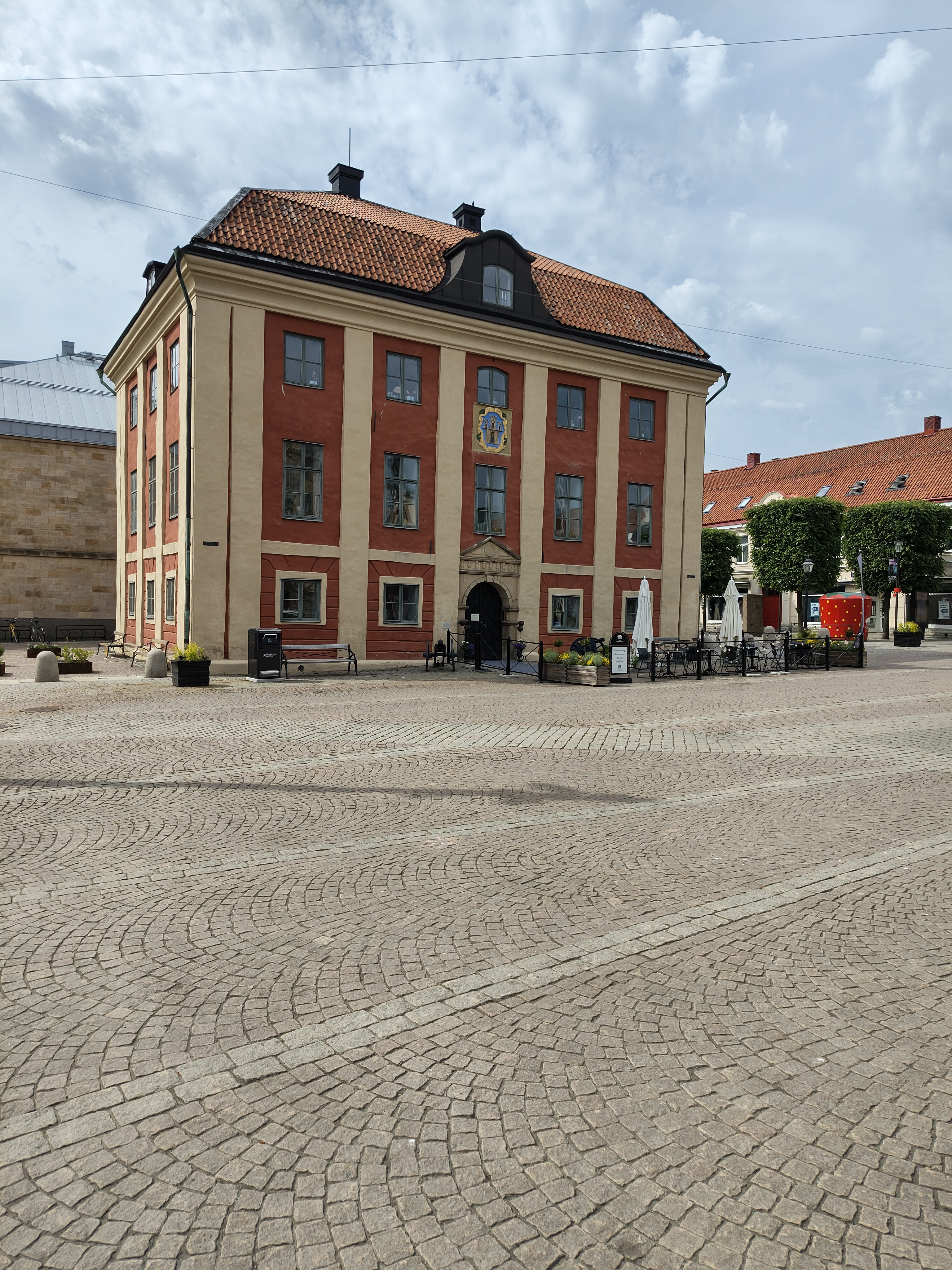
Gamla rådhuset (2025)